# بيبي دياث
خوسيه دياز سانشيز (بالإسبانية: José Díaz Sánchez)‏، المعروف باسم بيبي دياز (مواليد 20 أبريل 1980 في المودوفار ديل ريو، قرطبة)، هو لاعب كرة قدم محترف إسباني، يلعب في مركز المهاجم.

## وصلات خارجية
- بيبي دياث على موقع قاعدة بيانات كرة القدم.إي يو (الإنجليزية)
- بيبي دياث على موقع Soccerway.com (الإنجليزية)

- BDFutbol profile
- Futbolme profile (بالإسبانية)
- Transfermarkt profile